# الخرق (حرض)

تعديل مصدري - تعديل

الخرق هي إحدى قرى عزلة بني الحداد بمديرية حرض التابعة لمحافظة حجة، بلغ تعداد سكانها 43 نسمة حسب تعداد اليمن لعام 2004.